# Cuneo
Cuneoⓘ (wł. wym. [ˈkuːneo]) – miasto i gmina we Włoszech, w regionie Piemont, w prowincji Cuneo.
Według danych na rok 2004 gminę zamieszkiwały 51 784 osoby, 435,2 os./km².
W miejscowości znajduje się stacja kolejowa Cuneo.

## Miasta partnerskie
- Włochy: Contrada della Selva
- Argentyna: Santa Fe